# کیل شرپن
کیل شرپن (انگلیسی: Kjell Scherpen؛ زادهٔ ۲۳ ژانویهٔ ۲۰۰۰) بازیکن فوتبال اهل پادشاهی هلند است.
از باشگاه‌هایی که در آن بازی کرده‌است می‌توان به باشگاه فوتبال امن اشاره کرد.
وی همچنین در تیم ملی فوتبال زیر ۱۹ سال هلند بازی کرده‌است.